# 5-decanamina
La 5-decanamina es una amina primaria con fórmula molecular C10H23N.
- Datos: Q5652529